# Braco húngaro de pelo duro
O braco húngaro de pelo duro[Nota] (em húngaro:  drótszőrű magyar vizsla) é uma raça descrita pela primeira vez em 1501, como resultado de duas outras raças já extintas: o turkish yellow e o pannonian hound. Usados em caçadas e na falcoaria, foram os cães da aristocracia, o que quase os levou à extinção quando os comunistas assumiram a nação após a Segunda Guerra Mundial. Levados ao Canadá e aos Estados Unidos, retornou ao seu país de origem como animal de companhia, dito calmo e afetuoso, cujo adestramento é classificado como fácil. Entre ele e sua variedade de pêlo curto, reside apenas a pelagem, já que alguns registros tratam as duas como iguais.